# Mallophora lugubris
Mallophora lugubris är en tvåvingeart som beskrevs av Lynch Arribalzaga 1880. Mallophora lugubris ingår i släktet Mallophora och familjen rovflugor. Inga underarter finns listade i Catalogue of Life.